# Roberto Molina (piłkarz)
Roberto Molina Montano (ur. 28 stycznia 2001 w Sonsonate) – salwadorski piłkarz występujący na pozycji skrzydłowego, reprezentant Salwadoru, od 2023 roku zawodnik amerykańskiego Indy Eleven.
Wychowywał się w salwadorskim Sonsonate oraz amerykańskim Los Angeles (dzielnica North Hollywood).